# سیپتاح
سیپتاح با نام کامل آخِن‌رَع سِتِپِن‌رَع سیپتاح (به انگلیسی: Akhenre Setepenre Siptah) یا مِرنِپتاه سیپتاح (به انگلیسی: Merneptah Siptah) از واپسین پادشاهان دودمان نوزدهم مصر بود. نام پدر او مشخص نیست ولی گمان می‌رود هر دو شخصیت ستی دوم و آمنمسس می‌توانسته‌اند پدرش بوده باشند. سیپتاح ولی‌عهد نبود ولی پس از مرگ ستی دوم در حالی که کودکی بیش نبود به تخت رسید.

## تاریخچه
از دیدگاه تاریخی، باور بر این بوده که شهبانو تیا مادر سیپتاح بوده‌است. این باور تا سال‌ها برپا بود تا اینکه آشکار شد که سنگ‌نگاره‌ای در موزه لوور (E 26901) به شکل مشخص نام سیپتاح و مادرش را از هم جدا می‌کند و مادر او را با نام سوتِیلیا یا شوتِراجا می‌خواند.